# بنية تحتية افتراضية لسطح المكتب

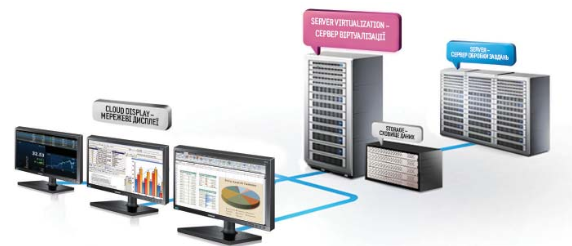

تقنية البنية التحتية الافتراضية لسطح المكتب (بالإنجليزية: Virtual Desktop Infrastructure)‏ أحد التقنيات الحديثة في علم الحاسب الآلي.

## نبذة
تدور فكرة تقنية البنية التحتية الافتراضية لسطح المكتب "VDI" الأساسية حول استخدام أنظمة التشغيل الاعتيادية ”مثل Windows” على بيئة افتراضية دون حاجة المنظمة إلى تكبد أعباء مادية كبيرة من خلال توفير أجهزة كمبيوتر بكافة متطلباتها الرئيسية من عتاد وصيانة وغيرها. بحيث يعمل جميع الموظفين في المنظمة عبر أجهزة صغيرة طرفية منخفضة التكلفة مقارنة بأجهزة الكمبيوتر العادية، وترتبط هذه الاجهزة الطرفية مباشرة بمركز البيانات في المنظمة. حيث يحتوي مركز البيانات هذا على نظام متخصص في توزيع انظمة التشغيل على الموظفين، ويقوم التقني المختص في المنظمة بتوزيع انظمة التشغيل والصلاحيات حسب احتياج كل مستخدم من مساحة وسرعة وبرامج وغيرها. ويستطيع المستخدم الدخول على جهازه من أي مكان سواء كان داخل أو خارج المنظمة عبر رقم IP خاص به.

## مميزات
1. إمكانية إدارة جميع الأجهزة من مكان واحد: لو افترضنا أن كل مستخدم أعطي جهاز كمبيوتر خاص به، فهناك لدينا الكثير من المشاكل والتعقيدات التي ستواجهها المنظمة، من فيروسات وأعطال وغيرها. ولكن مع تقنية VDI في حالة وجود مشكلة لدى المستخدم ليس هناك حاجة لذهاب موظفي الصيانة إلى مواقع أخرى لإصلاح أجهزة الكمبيوتر، يمكن أن تدار مشاكل الأجهزة مركزيا من مكان واحد وهذا سيقلل التكلفة بلا شك.
2. سهولة الوصول لجهاز المستخدم: من خلال سهولة الوصول سيتم اصلاح جميع المشاكل بشكل فوري وسريع، ويستطيع كذلك المستخدم الوصول لجهازه دون مواجهة أي مشاكل سواء كان داخل أو خارج المنظمة، كما يمكن للمستخدم استخدام جهازه من أي مكان داخل المنظمة من أي وحدة طرفيه، وكل ما عليه هو إدخال اسم المستخدم وكلمة المرور الخاصة به ويكون على جهازه ؤشكل مباشر دون أي تداخل بينه وبين مسخدم آخر، كما يمكن أيضا للمستخدم أن يدخل على جهازه من أي جهاز محمول أو جهاز لوحي، كما يمكن للمنظمة إتاحة صفحة ويب تمكن المستخدم من الدخول على جهازه من أي مكان في العالم.
3. زيادة الإنتاجية وانخفاض الأعطال: تقوم تقنية VDI بتقليل الأعطال بشكل كبير، وتساعد في حل المشاكل. على سبيل المثال عندما يتعطل جهاز أحد مستخدمي النظام سيذهب إلى مركز خدمات العملاء بالمنظمة لاصلاحه، وهذا بلا شك سيستغرق وقتا طويلا ويتسبب بتوقف العمل، ولكن لو تم استخدام تقنية VDI يمكن لخبراء تقنية المعلومات حل المشكلة عبر مركز البيانات، سواء كانوا متواجدين في الموقع أو عن بعد. وهذا بالتأكيد سيؤدي إلى زيادة الإنتاجية للمنظمة.
4. سهولة تطوير الأجهزة: أجهزة الكمبيوتر المكتبي تحتاج دائما إلى تحديثات روتينية وإصدارات جديدة من البرمجيات، وكذلك تجديد دوري للعتاد كالذاكرة العشوائية وأجهزة التخزين الداخلية وغيرها، وكل هذه وغيرها تتطلب المزيد من الإستهلاك المالي مع كل تحديث. وعندما يتم ضرب هذه التكلفة عبر عشرات أو مئات من أجهزة الكمبيوتر ستكون تكلفتها مرتفعة جدا، ولكن باستخدام تقنية VDI تحل جميع مشاكل منظمتك في أقصر وقت وباقل تكلفة، لأنك ستقوم باستبدال قطعة واحدة فقط من العتاد أو تحديث برنامج واحد عبر مركز البيانات إذا احتجت إلى ذلك.
5. تعزيز أمن المعلومات المنظمة: مع تقنية VDI ليس هناك حاجة للقلق حول ما سيقوم المستخدم بتثبيته على النظام الخاص به من تطبيقات أو برمجيات مشكوك في أمنها، لأن المختص التقني في المنظمة يستطيع أن يدير كل ما يتم تنصيبه في النظام.